# موافقت‌نامه‌های حومه پاریس
موافقت‌نامه‌های حومه پاریس (به آلمانی: Pariser Vorortverträge) یک اصطلاح عمومی مشترک برای معاهدات صلح قدرت‌های پیروز متفقین و همراه جنگ در جنگ جهانی اول با قدرت‌های مرکزی(آلمان، اتریش و مجارستان) که شکست خوردند است. به دنبال کنفرانس صلح پاریس در سال ۱۹۱۹، معاهدات به‌طور یک جانبه توسط قدرتهای پیروز تعیین شدند. آنها باید توسط نمایندگان کشورهای شکست خورده امضا می‌شدند. به واسطهٔ این موافقت نامه‌ها جنگ جهانی اول رسماً به پایان رسید.

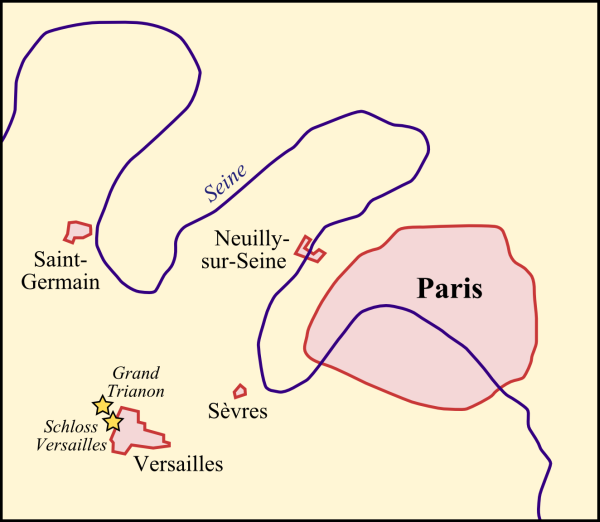
مکان‌هایی در دروازه پاریس

معاهدات نه تنها نکات مشخصی را برای اطراف درگیر جنگ مشخص کرده بود، بلکه به همان ترتیب مواردی که اتحادیه ملل و سازمان بین‌المللی کار (ILO) دارند.
- پیمان ورسای با رایش آلمان، در ۲۸ ژوئن ۱۹۱۹ امضا شد.
- پیمان سن ژرمن -آن-لی با آلمان اتریش (پس از آن جمهوری اتریش)، در ۱۰ سپتامبر ۱۹۱۹ به امضا رسید
- پیمان Neuilly-sur-Seine با بلغارستان، در ۲۷ نوامبر ۱۹۱۹ امضا شد.
- پیمان Trianon با مجارستان، امضا شده در تاریخ ۱۹۲۰ ژوئن ۴
- پیمان Svvres با امپراتوری عثمانی، که در ۱۰ اوت ۱۹۲۰ امضا شد (بعداً، در ۲۴ ژوئیه ۱۹۲۳، در پیمان لوزان به نفع ترکیه تأسیس در همان سال اصلاح شده).

مجمع ملی مؤسس آلمان در تاریخ ۲۲ ژوئن ۱۹۱۹ با اکثریت رأی موافق پذیرای موافقت نامه ورسای شد.
در جنگ آزادسازی ترکیه، ملی گرایان در آنکارا پیمان سیروس را رد کردند و اجازه دادند که امضاکنندگان این معاهده در ۱۹ اوت سال ۱۹۲۰ موضع خود را اعلام کنند. در اول نوامبر سال ۱۹۲۲، دولت ملی اعلام کرد که سلطنت لغو شده‌است.